# Jadranko Bitenc
Jadranko Bitenc (Vrhnika, 29. lipnja 1951.) hrvatski književnik.

## Životopis
Jadranko Bitenc rođen je u Vrhniki 29. lipnja 1951. godine. Na Filozofskom fakultetu u Zagrebu diplomirao je komparativnu književnost 1981. godine.                                             
Kao student, 1976. godine počinje raditi u Poletu u kojem je kao suradnik ostao do 1982. godine. Predavao je hrvatski jezik i književnost u osnovnim školama i u gimnaziji, radio kao knjižničar, te voditelj Centra za kulturu i obrazovanje u Pučkom otvorenom učilištu Ivanić-Grad. Trenutno radi kao autor i voditelj emisija 100 /lica kao i Gradska skica na portalu Volim Ivanić.. Živi u Ivanić-Gradu.
Član je Društva hrvatskih književnika od 1988. godine.

## Djela
Romani:
- Statist, 1983

- Lana, godina mačke, 1987.
- Ljeto na koljenima, 1990.
- Twist na bazenu, 1988.
- Pyjama blues, 1996.
- Osmijeh nepopravljivog optimista, 2005.
- Meko okidanje, 2007.
- Apsolutni početnici, 2015.
- Sve je to rock'n'roll, 2022.

## Kazališna djela
- Trava iz asfalta, 1996./7. - adaptacija Teatar za po doma, Zagreba.
- Meko okidanje, 2011. adaptacija vlastitog romana; Bjelovarsko kazalište.

## Radio drame
Izvedene na Hrvatskom radiju.
- Twist na bazenu
- Osmijeh nepopravljivog optimista
- Meko okidanje

Zastupljen je u antologijama hrvatske dječje i tinejdžerske književnosti, kao i u čitankama za osnovne škole. Održao je preko tisuću književnih susreta u osnovnim školama u Hrvatskoj i u inozemstvu (Australija, Slovenija, Švicarska).

## Djela u lektiri za učenike osnovnih škola
- Lana, godina mačke (lektira za 5. razred osnovne škole), 1989. godine
- Twist na bazenu (lektira za 6. razred osnovne škole), 2004. godine

## Nagrade
- Godišnja nagrada grada Ivanić-Grada 1996. za doprinos kulturnom životu grada i hrvatskoj dječjoj književnosti.
- Roman Meko okidanje – posebna pohvala Nagrade Anto Gardaš 2007. godine.